# لوئیس جوئل
لوئیس جوئل (انگلیسی: Lois Joel؛ زادهٔ ۲ ژوئن ۱۹۹۹) بازیکن فوتبال اهل ولز است که در پست مدافع برای لندن سیتی لاینز بازی می‌کند.
وی همچنین در تیم‌های ملی فوتبال زیر ۱۷ سال زنان انگلستان, زیر ۱۹ سال زنان انگلستان، و زنان ولز بازی کرده است.